# Scotty James
Scotty James, né le 6 juillet 1994 à Melbourne, est un snowboardeur australien spécialisé dans les épreuves de Half-pipe et de slopestyle.

## Carrière
Il fait ses débuts en compétition internationale en 2008 lors d'une manche de Coupe d'Europe, puis participe à ses premiers Championnats du monde et épreuves de Coupe du monde. Ensuite, il réussit à se qualifier pour les Jeux olympiques d'hiver de 2010 dont il sera le plus jeune participant masculin. James est également le plus jeune athlète australien aux Jeux olympiques depuis 50 ans. L'australien connait le 18 janvier 2014 son premier podium en Coupe du monde à l'occasion du half-pipe de Stoneham, ce qui lui permet de gagner le classement de la spécialité. Aux Jeux olympiques de Sotchi en 2014, il est inscrit en plus du half-pipe dans la nouvelle épreuve du slopestyle qu'il termine seizième.
Aux Jeux olympiques de Pyongyang, il décroche la médaille de bronze lors de l'épreuve de half-pipe. Il devient vice-champion olympique quatre ans plus tard aux Jeux olympiques de Pékin.

## Palmarès

### Jeux olympiques
| Édition / Épreuve   | Half-pipe | Slopestyle                       |
| ------------------- | --------- | -------------------------------- |
| JO 2010 Vancouver   | 21e       | Épreuve inexistante à cette date |
| JO 2014 Sotchi      | 21e       | 16e                              |
| JO 2018 Pyeongchang | Bronze    | -                                |
| JO 2022 Pékin       | Argent    | -                                |

### Championnats du monde
- Kreischberg - Mondiaux 2015 :
  -  Médaillé d'or en half-pipe.
- Sierra Nevada - Mondiaux 2017 :
  -  Médaillé d'or en half-pipe.
- Park City - Mondiaux 2019 :
  -  Médaillé d'or en half-pipe.
- Aspen - Mondiaux 2021 :
  -  Médaillé d'argent en half-pipe.
- Engadine - Mondiaux 2025 :
  -  Médaillé d'or en half-pipe.

### Coupe du monde
- 1 gros globe de cristal :
  - Vainqueur du classement freestyle en 2020.
- 3 petits globe de cristal :
  - Vainqueur du classement half-pipe en 2014, 2017 et en 2020.
- 17 podiums dont 10 victoires.

| Saison / Épreuve | Half-pipe                          |
| ---------------- | ---------------------------------- |
| 2016-2017        | Pyeongchang                        |
| 2018-2019        | Copper Mountain Laax               |
| 2019-2020        | Copper Mountain Secret Garden Laax |
| 2022-2023        | Copper Mountain                    |
| 2023-2024        | Secret Garden Laax                 |
| 2024-2025        | Laax                               |